# Ponta Delgada (São Vicente)
Ponta Delgada es una freguesia portuguesa del concelho de São Vicente, con 8,80 km² de superficie y 1.325 habitantes (2001). Su densidad de población es de 150,6 hab/km².